# Ronnie Cocks
Ronnie Cocks (Gżira, 1943. augusztus 1. – Gżira, 2017. május 16.) válogatott máltai labdarúgó, csatár, edző.

## Pályafutása

### Klubcsapatban
A Gżira United csapatában kezdte a labdarúgást. 1962 és 1975 között a Sliema Wanderers labdarúgója volt. Öt bajnoki címet és négy máltai kupa győzelmet ért el az együttessel és két alkalommal lett bajnoki gólkirály. 1966-ban az év labdarúgójának választották Máltán. 1967-ben az amerikai Pittsburgh Phantoms csapatában játszott rövid ideig. 1975 és 1979 között a Ħamrun Spartans játékosa volt. 1979-ben fejezte be az aktív labdarúgást.

### A válogatottban
1966 és 1978 között 21 alkalommal szerepelt a máltai válogatottban és egy gólt szerzett.

### Edzőként
A Pietà Hotspurs, a Gżira United, a Mosta, a Msida Saint-Joseph, a St. George's és a Pembroke Athleta csapatainál dolgozott edzőként.

## Sikerei, díjai
- Az év máltai labdarúgója (1966)

 Sliema Wanderers
- Máltai bajnokság
  - bajnok (5): 1963–64, 1964–65, 1965–66, 1970–71, 1971–72
  - gólkirály (2): 1965–66, 1969–70[7]
- Máltai kupa
  - győztes (4): 1965, 1968, 1969, 1974